# White Heat (englische Band)
White Heat war eine englische New-Wave-of-British-Heavy-Metal-Band aus London, die 1983 gegründet wurde und sich 1986 auflöste.

## Geschichte
Nachdem er bereits mit seinem Soloprojekt JJ’s Powerhouse eine Schallplatte veröffentlicht hatte, machte sich der in London lebende Jon „JJ“ Cox auf die Suche nach Musikern für ein neues Projekt. Zu ihm stießen der Bassist John Tucker und der Schlagzeuger Kevin Cassidy, woraufhin sich eine Band mit einer relativ instabilen Besetzung formte. Besonders der Posten des Sängers wechselte häufig. Denn wurde es Cox dadurch ermöglicht seine Bekanntheit in der lokalen Szene zu steigern. Erst durch das Hinzukommen des Sängers Ian Aidey kehrte mehr Stabilität in die Besetzung ein. Gegen Ende des Jahres 1983 wurde White Heat als Bandname festgelegt. Der Name wurde dem Film Sprung in den Tod (im Original White Heat betitelt) entnommen. Kurze Zeit später verließ Aidey die Gruppe, woraufhin John Dunning dazustieß. Die Gruppe begann anschließend mit dem Schreiben der ersten Lieder, ehe sie Mitte 1984, möglicherweise auch etwas durch Dunnings Hilfe, einen Plattenvertrag bei dem RSR Label für die Veröffentlichung einer Single unterzeichnete. Die von Ray Dorset produzierte Single Soldier of Fortune mit dem Song Lovemaker als B-Seite erschien 1984. Es folgten lokale Auftritte und White Heat gewann über den lokalen Radius hinaus in ganz Großbritannien Fans dazu, wie auch auf dem Festland Europas. Hier gab die Band Konzerte in Belgien und den Niederlanden, wobei auch ein Auftritt in Amsterdam gefilmt wurde. Danach verließ Dunning die Besetzung und wurde durch Tim Bromfield ersetzt. Da Cox die Besetzungsprobleme nicht in Griff bekam und so die Kontinuität fehlte, kam es in der zweiten Hälfte des Jahres 1986 zur Auflösung der Gruppe.

## Stil
Malc Macmillan stellte in The N.W.O.B.H.M. Encyclopedia fest, dass vor allem die A-Seite der Single beachtlich und einprägsam ist und an Gruppen wie Salem, Chariot und auch JJ’s Powerhouse erinnere. Lovemaker sei hingegen das Gegenteil des Titelliedes, sei mehr auf kommerziellen Erfolg ausgerichtet und zudem schlüpfriger. Andere Lieder wie Out of My Life oder Breaking Free, die nicht auf der Single enthalten seien, böten kraftvollere Momente und hätten mehr mit Gruppen wie Lääz Rockit gemeinsam als mit irgendeiner britischen Band.

## Diskografie
- 1984: Soldier of Fortune (Single, RSR Label)